# دوروگوبوژ
شهر دوروگوباژ (به روسی: Дорогобуж) در کشور روسیه و در اوبلاست اسمالنسک واقع شده‌است.